# کفال بوبو
کفال بوبو (نام علمی: Joturus pichardi) نام یک گونه از تیره ماهی کفال است.